# Volodymyr Onyščenko
Volodymyr Onyščenko (ukrajinsky: Володимир Онищенко; * 28. října 1949, Stečanka) je bývalý ukrajinský fotbalista, útočník, který reprezentoval Sovětský svaz. S jeho reprezentací získal stříbrnou medaili na mistrovství Evropy v roce 1972. Zúčastnil se také dvou olympijských turnajů, v Mnichově roku 1972 a v Montrealu roku 1976, přičemž z obou si přivezl bronzovou medaili. Za národní tým nastupoval v letech 1972–1977 a odehrál za něj 44 utkání, v nichž vstřelil 11 branek. Téměř celou klubovou kariéru strávil v Dynamu Kyjev (1970–1971, 1974–1978). Vyhrál s ním Pohár vítězů pohárů 1975 a ve stejném roce i Superpohár UEFA. K historickému zisku PVP pomohl Kyjevu sedmi brankami. Slavil s ním rovněž čtyři tituly mistra Sovětského svazu (1971, 1974, 1975, 1977). Tři sezóny působil též v klubu Zorja Luhansk (1971-1973) a i s ním získal mistrovský titul (1972). V anketě Fotbalista roku Ukrajiny skončil dvakrát druhý (1974, 1975). Po skončení hráčské kariéry se stal trenérem, vedl mj. ukrajinskou jednadvacítku (1999–2002) a byl asistentem trenéra ukrajinské reprezentace (2013–2016).